# Таро Карла VI

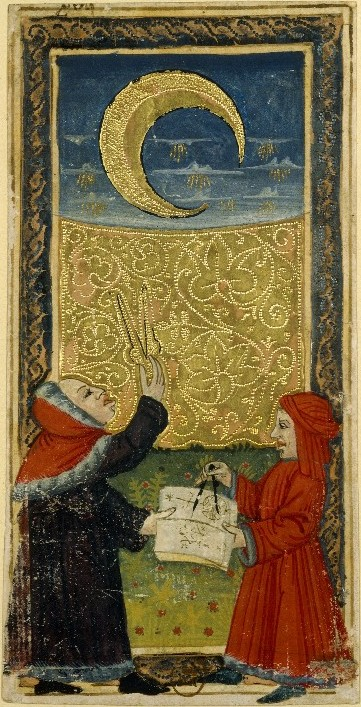
«Луна». Карта из Таро Карла VI

Т. н. «Таро Карла VI» или «Таро Грингонье» («Charles VI» or «Gringonneur» Deck; Le tarot dit de Charles VI) — роскошная старинная колода карт, нарисованная темперой и тушью с использованием позолоты, которая хранится в Национальной Библиотеке Франции (Paris, BNF, Estampes, Rés. Kh 24), один из немногих сохранившихся примеров подобных изделий, относящихся к итальянскому Ренессансу.

## Легенда
Подчас историю карт Таро как явления пытаются начать с 1392 года, поскольку существует датированная этой датой запись, согласно которой Жакмену Грингонье (Jacquemin Gringonneur) была за 56 су заказана колода карт для развлечения французского короля Карла VI Безумного, и, как одно время считалось, некоторые из этих карт до сих пор хранятся в Париже в Национальной библиотеке Франции.
Но это всего лишь легенда: действительно, согласно письменным источникам, в 1392 году Григонье была заказана раскраска 3-х колод карт, но, вероятней всего, это было не Таро, а игральные карты, которые до нашего времени не дошли.

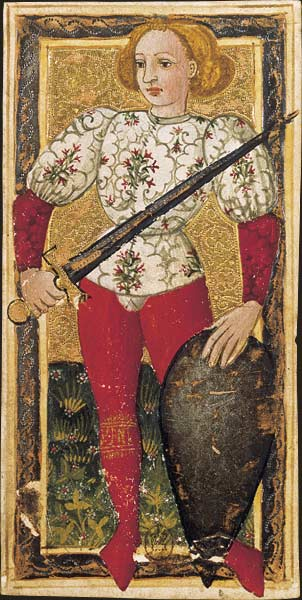
«Валет мечей». Карта из Таро Карла VI

## Описание
Колода из Национальной Библиотеки, носящая сегодня имя Грингонье, является ручной росписью итальянской работы XV века северо-итальянского типа, возможно из Венеции или Феррары, или, как указывают сотрудники Библиотеки — может быть, из Болоньи Размер карт 180/185 x 90/95 мм.
Колода является неполной — в ней сохранилось всего 17 из обычных 78 карт, то есть из старшего аркана в 22 карты не хватает 6 карт:
- Сохранились: Дурак, Император, Папа, Влюбленные, Колесница, Справедливость, Отшельник, Сила, Повешенный, Смерть, Умеренность, Башня, Луна, Солнце, Суд, Мир.
- Недостает: Маг, Императрица, Папесса, Колесо Фортуны, Дьявол, Звезда.